# Leichtathletik-Junioreneuropameisterschaften 1991
| 11. Leichtathletik-Junioreneuropameisterschaften | 11. Leichtathletik-Junioreneuropameisterschaften |
| ------------------------------------------------ | ------------------------------------------------ |
|                                                  |                                                  |
| Stadt                                            | Thessaloniki , Griechenland                      |
| Stadion                                          | Kaftanzoglio-Stadion                             |
| Teilnehmende Länder                              |                                                  |
| Teilnehmende Athleten                            |                                                  |
| Wettbewerbe                                      | 42                                               |
| Eröffnung                                        | 8. August 1991                                   |
| Schlussfeier                                     | 11. August 1991                                  |
| Eröffnet durch                                   |                                                  |

Die 11. Leichtathletik-Junioreneuropameisterschaften fanden vom 8. bis 11. August 1991 im Kaftanzoglio-Stadion in Thessaloniki (Griechenland) statt. 
Die Wettkampfergebnisse sind unter Weblinks zu finden.

## Medaillenspiegel
| Medaillenspiegel (Endstand nach 42 Entscheidungen) | Medaillenspiegel (Endstand nach 42 Entscheidungen) | Medaillenspiegel (Endstand nach 42 Entscheidungen) | Medaillenspiegel (Endstand nach 42 Entscheidungen) | Medaillenspiegel (Endstand nach 42 Entscheidungen) | Medaillenspiegel (Endstand nach 42 Entscheidungen) |
| Platz                                              | Land                                               | Gold                                               | Silber                                             | Bronze                                             | Gesamt                                             |
| -------------------------------------------------- | -------------------------------------------------- | -------------------------------------------------- | -------------------------------------------------- | -------------------------------------------------- | -------------------------------------------------- |
| 1                                                  | Sowjetunion                                        | 14                                                 | 14                                                 | 8                                                  | 36                                                 |
| 2                                                  | Vereinigtes Königreich                             | 11                                                 | 4                                                  | 2                                                  | 17                                                 |
| 3                                                  | Deutschland                                        | 8                                                  | 5                                                  | 12                                                 | 25                                                 |
| 4                                                  | Rumänien                                           | 2                                                  | 0                                                  | 3                                                  | 5                                                  |
| 5                                                  | Spanien                                            | 2                                                  | 0                                                  | 2                                                  | 4                                                  |
| 6                                                  | Italien                                            | 1                                                  | 5                                                  | 3                                                  | 9                                                  |
| 7                                                  | Frankreich                                         | 1                                                  | 2                                                  | 2                                                  | 5                                                  |
| 8                                                  | Schweden                                           | 1                                                  | 1                                                  | 1                                                  | 3                                                  |
| 9                                                  | Irland                                             | 1                                                  | 0                                                  | 0                                                  | 1                                                  |
| 9                                                  | Zypern                                             | 1                                                  | 0                                                  | 0                                                  | 1                                                  |
| 11                                                 | Finnland                                           | 0                                                  | 2                                                  | 2                                                  | 4                                                  |
| 12                                                 | Tschechoslowakei                                   | 0                                                  | 2                                                  | 1                                                  | 3                                                  |
| 13                                                 | Polen                                              | 0                                                  | 2                                                  | 0                                                  | 2                                                  |
| 14                                                 | Bulgarien                                          | 0                                                  | 1                                                  | 3                                                  | 4                                                  |
| 15                                                 | Norwegen                                           | 0                                                  | 1                                                  | 1                                                  | 2                                                  |
| 16                                                 | Niederlande                                        | 0                                                  | 1                                                  | 0                                                  | 1                                                  |
| 16                                                 | Portugal                                           | 0                                                  | 1                                                  | 0                                                  | 1                                                  |
| 16                                                 | Schweiz                                            | 0                                                  | 1                                                  | 0                                                  | 1                                                  |
| 19                                                 | Jugoslawien                                        | 0                                                  | 0                                                  | 1                                                  | 1                                                  |
| 19                                                 | Ungarn                                             | 0                                                  | 0                                                  | 1                                                  | 1                                                  |
| 20                                                 | Gesamt                                             | 42                                                 | 42                                                 | 42                                                 | 126                                                |